# Красное (Одоевский район)
Кра́сное — село в Одоевском районе Тульской области России.
В рамках административно-территориального устройства относится к Апухтинской сельской администрации Одоевского района, в рамках организации местного самоуправления включается в сельское поселение Северо-Одоевское.

## География
Расположено на правом берегу реки Упа. Высота над уровнем моря 210 м.

## Население
| 2010 |
| ---- |
| 66   |

## История
Село упоминается в 1566 году в духовной грамоте князя М. И. Воротынского:
А жене своей даю до е[ё] живота в Одоеве же за рекою за Упою два селца з деревнями, селцо Красное да селцо Князищева…